# Roland Ulmer
Roland Ulmer (* 26. April 1937 in Heidelberg) ist ein deutscher Verleger und Buchhändler. Er ist Ehrensenator der Universität Hohenheim, Ehrenmitglied der Deutschen Gesellschaft für Züchtungskunde und ehemaliger Vorsteher des Börsenvereins des Deutschen Buchhandels in Frankfurt am Main.

## Leben und Wirken
Roland Ulmer wuchs in Heidelberg als Sohn des Professors Eugen Ulmer auf. Er hat zwei verstorbene Geschwister, Barbara und Peter Ulmer. Er machte sein Abitur in Heidelberg und absolvierte anschließend eine Ausbildung.
Roland Ulmer trat nach seiner Ausbildung 1960 in den Verlag Eugen Ulmer ein. Bereits zwei Jahre später wurde er nach dem Tod des Großvaters Richard Ulmer alleiniger Geschäftsführer. Roland Ulmer passte zunächst die Organisation des Verlags den modernen Gegebenheiten an. Schrittweise wurde dann das Verlagsprogramm ausgeweitet. Neben das Fachbuch trat ein erfolgreicher und stark wachsender Bereich populärer Gartenbücher. Diese wurden Ende der 60er-Jahre durch Ratgeber für die Gebiete Aquaristik und Terraristik sowie durch Bücher über Vogelkunde ergänzt. Fast alle diese Themenbereiche besetzte er in dieser Zeit auch mit den entsprechenden Zeitschriften.
Roland Ulmer gelang es, aus einem regionalen landwirtschaftlichen Verlag den überregionalen Verlag mit Ansprache unterschiedlicher Zielgruppen zu machen. Die Versorgung der einzelnen Sparten von Landwirtschaft und Gartenbau mit Zeitschriften, Schul- und Lehrbüchern sowie umfassenden Handbüchern war ihm dabei ein besonderes Anliegen. Mit der Gründung der UTB Verlagsgesellschaft 1970 schuf Roland Ulmer gemeinsam mit seinen Kollegen ein bis heute hochmodernes und erfolgreiches Modell für den Vertrieb von studienbegleitender Literatur. Im Jahr 2007 übergab er die Geschäftsführung des Verlages an seinen Sohn Matthias Ulmer.

## Verlegerengagements
Die Förderung der Agrar- und Gartenbauwissenschaften verstand Roland Ulmer immer auch als Verpflichtung. Neben der Übernahme zahlreicher wissenschaftlicher Zeitschriften suchte er immer den engen Kontakt zu Hochschulen und Dozenten bei Tagungen und Kongressen der wissenschaftlichen Gesellschaften. Dieses hohe Engagement wurde von der Universität Hohenheim 1979 mit der Ernennung Roland Ulmers zum Ehrensenator gewürdigt. Neben der wichtigen strategischen Entscheidung für einen Zielgruppenverlag und gegen eine reine Handelsorientierung fiel in die Zeit der Geschäftsführung von Roland Ulmer auch die Ausrichtung des Verlags auf die neuen Medien und das Internet.
Mit der Gründung einer Niederlassung in Frankreich 1993 erfolgte auch ein erster Schritt hin zu einer Internationalisierung des Verlagskonzepts. Als reines Familienunternehmen, wirtschaftlich unabhängig und auf stabilen Füßen, mit kompetenten Mitarbeitern und einer starken Marktpositionierung legte Roland Ulmer die Leitung des Verlags nun nach 46 Jahren als Geschäftsführer in die Hände der nächsten Generation.
Im Jahr 2007 zu seinem 70. Geburtstag übergab Roland Ulmer die alleinige Geschäftsführung an seinen jüngsten Sohn Matthias Ulmer. Als Gesellschafter des Verlags bleibt er dem Familienunternehmen eng verbunden und begleitet seine Entwicklung durch Rat und Weitergabe seiner Erfahrungen.

## Unternehmenskultur und ehrenamtliche Tätigkeiten
Es war sein Ziel, das von den Vorfahren errichtete Unternehmen auszubauen, zu verbessern und künftigen Situationen anzupassen. In den langen Jahren der Geschäftsführung Roland Ulmers wuchs der Verlag von 50 auf 150 Mitarbeiter. Die Verantwortung für diese und die soziale Verpflichtung als Arbeitgeber war ihm dabei immer mindestens so wichtig wie die Verpflichtung gegenüber den Gesellschaftern. Die Gründung des Betriebsrats 1970 und die langjährige vertrauensvolle Zusammenarbeit mit diesem ist charakteristisch für die Führungskultur Roland Ulmers. Neben das Engagement für das Unternehmen und die Wissenschaft stellte Roland Ulmer schon früh ein ehrenamtliches Engagement für den Buchhandel. Über viele Jahre war er erst im Landesverband, dann im Börsenverein des Deutschen Buchhandels als Vorsitzender des Verlegerausschusses, der Abgeordnetenversammlung und schließlich als Vorsteher des Börsenvereins des Deutschen Buchhandels tätig. Unermüdlich kämpfte er für eine Verbesserung der Rahmenbedingungen des Buchhandels und eine Reform der Verbandsstrukturen.

## Ehrungen und Auszeichnungen
- 1979 Ehrensenator der Universität Hohenheim
- 1993 Ernst-Schröder-Medaille
- 1997 Goldene Nadel des Börsenvereins des Deutschen Buchhandels
- 2000 Bundesverdienstkreuz am Bande
- 2010 Ehrenmitglied der Deutschen Gesellschaft für Züchtungskunde (DGfZ)
- Goldene Ähre als Auszeichnung des Landesbauernverbands Baden-Württemberg
- Ehrenmitgliedschaft des Börsenvereins des deutschen Buchhandels
- 2015 Ehrennadel der Deutschen Phytomedizinischen Gesellschaft (DPG)[3]